# Valtajeros
Valtajeros település Spanyolországban, Soria tartományban. Valtajeros Valdeprado, Cerbón, Fuentes de Magaña, Magaña, Carrascosa de la Sierra, Castilfrío de la Sierra, Oncala és San Pedro Manrique községekkel határos. Lakosainak száma 19 fő (2024).

## Népesség
A település népessége az elmúlt években az alábbi módon változott:
| Lakosok száma | 28   | 27   | 24   | 24   | 24   | 22   | 25   | 19   | 22   | 19   |
|               | 2001 | 2004 | 2007 | 2009 | 2012 | 2014 | 2017 | 2019 | 2022 | 2024 |